# Grabtown (Caroline du Nord)
Grabtown est une communauté non constituée en société du comté de Johnston en Caroline du Nord, aux États-Unis.
Grabtown est située à 14 km au sud-est de Smithfield. Elle est incluse dans la région métropolitaine de Raleigh-Durham.

## Personnalité notable
- Ava Gardner (1922–1990), actrice américaine née à Grabtown[1].